# Modèle de la seringue hypodermique

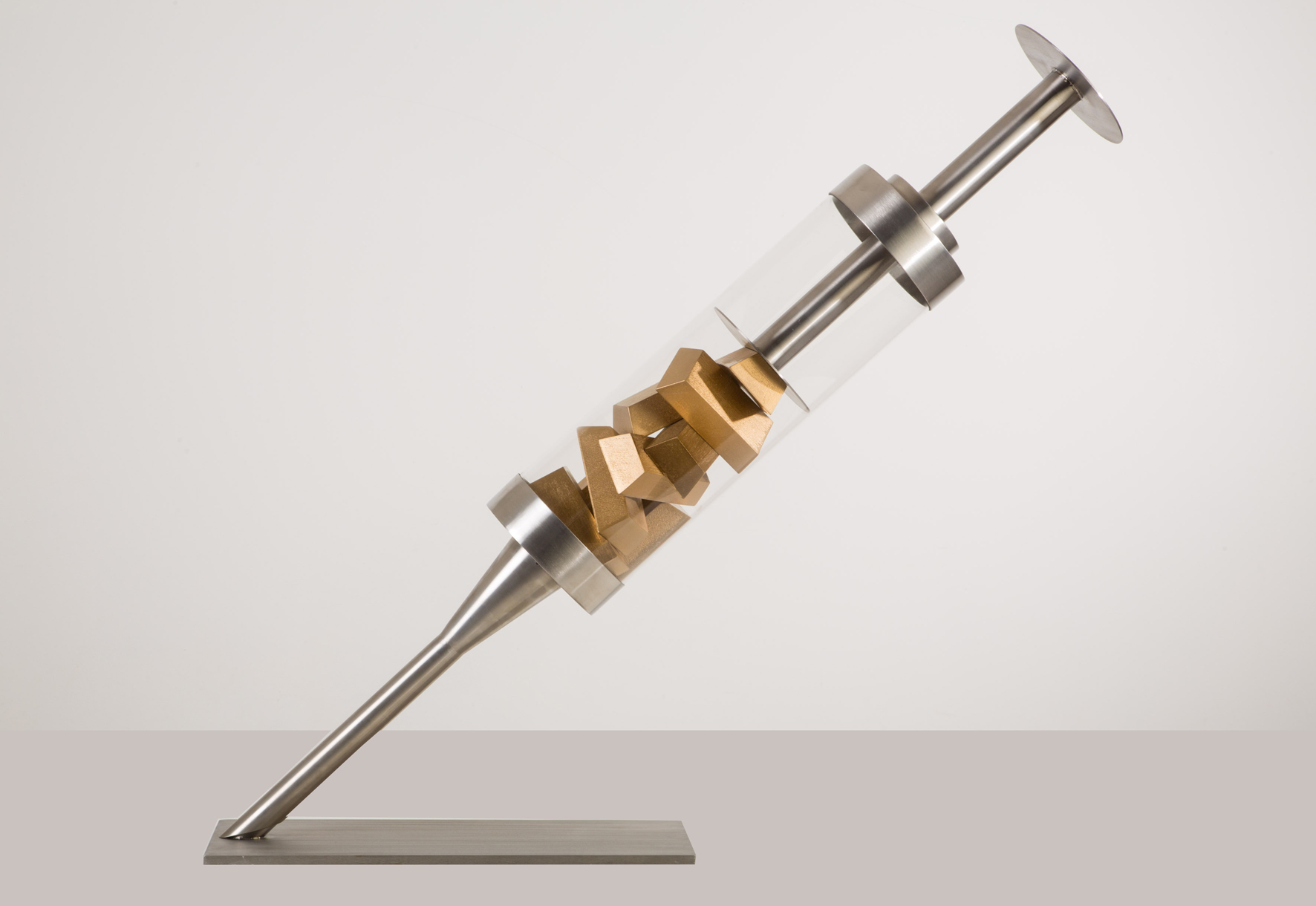
Le modèle de la seringue hypodermique sert à ceux qui pensent que les idées s'injectent comme des substances chimiques à des malades passifs.

Le modèle de la seringue hypodermique (aussi connu sous le nom de modèle du projectile magique ou modèle télégraphique) est un modèle théorique de la communication humaine suggérant que tout message est reçu sans délai et qu'il est entièrement compris par le destinataire. Le modèle est empreint du comportementalisme des années 1930. Considéré comme obsolète, il connait une nouvelle jeunesse avec l'arrivée de médias numériques et le succès de l'exploitation des mégadonnées.

## Concept
Le « modèle de la seringue hypodermique » est au cœur des théories des médias forts (ou théories de l'impact). Il est issu des premières études sur les effets des médias de masse, faites sur la propagande nazie et sur les films d'Hollywood dans les années 1930 et 1940. À cette époque, les chercheurs conçoivent les spectateurs comme des êtres « entièrement contrôlés par leurs instincts biologiques et [qui] réagissent à peu près de la même manière à n'importe quel « stimulus » venu ». Le modèle de la « seringue hypodermique » utilise le même paradigme d'une trajectoire violente, et imagine que les médias injectent leurs messages directement dans un public passif qui en est immédiatement affecté. Le modèle du « projectile magique » utilise la métaphore d'un message tiré comme un projectile par un « revolver médiatique » dans la « tête » du spectateur. Sous cet angle, le public ne peut pas échapper à l'influence des médias. Les manuels américains parlent du public comme d'un « canard assoupi » (sitting duck).
Le modèle de la « seringue hypodermique » est très critiqué. Il est un épouvantail pour les uns, un mythe pour les autres, et les origines médicales de la métaphore sont désormais bien documentées.

## Le modèle à l'épreuve des faits
L'expression « seringue hypodermique » laisse croire à la possibilité d'une « injection » directe et planifiée d'un message dans un individu ou une société. Les évidences empiriques démontrent le contraire.

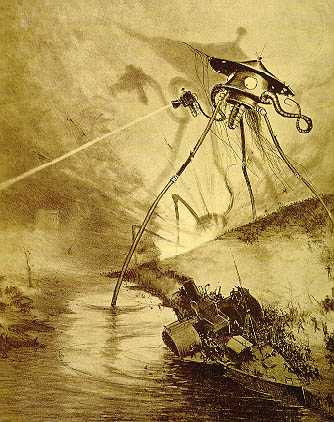
L'adaptation radiophonique de la Guerre des mondes par Orson Welles sert souvent de justification au modèle de la seringue hypodermique.

L'incident le plus célèbre et le plus utilisé pour valider le modèle de la seringue hypodermique est la diffusion radiophonique en 1938 de La guerre des mondes et la description de la panique qui s'en serait ensuivie. Si rien de la panique n'est sûr, l'incident a permis la mise sur pied d'une recherche réunissant Paul Lazarsfeld, Herta Herzog, Hazel Gaudet, Frank Stanton et Hadley Cantril. Le modèle de la seringue hypodermique est démenti par le fait que les réactions à l'émission sont très diverses et largement déterminées par les attributs situationnels et attitudinaux des auditeurs.
Les travaux de Lazarsfeld et ses collègues ont trouvé leur prolongation dans une étude électorale, The People's Choice (1944) consacrée à l'élection présidentielle américaine de 1940. L'étude montre que la majorité du public est peu réceptive aux arguments médiatiques du candidat président Roosevelt. En revanche, les relations interpersonnelles sont beaucoup plus efficaces que les médias pour faire bouger les opinions. Lazarsfeld et son équipe concluent logiquement que les médias ne sont pas « forts » au point de persuader un public « faible », malgré l'affirmation des tenants du modèle de la seringue hypodermique. L'étude montre également que le public sélectionne a priori les messages qui le touchent ou pas, pour s'en préserver ou pas.
Lazarsfeld introduit l'idée du flux de communication en deux étapes qu'il reprend en 1955 avec Elihu Katz. Ce modèle suppose que les idées circulent des médias de masse vers les leaders d'opinion puis vers le grand public. Les leaders d'opinion sont :
1. des personnes reconnues par leurs pairs ;
2. des grands consommateurs de médias, qui expliquent et diffusent les messages des médias aux autres[10].

Les études empiriques montrent donc que les médias n'ont pas d'influence directe sur les spectateurs. Les relations interpersonnelles et même l'exposition sélective jouent un rôle  déterminant.

## Retour en grâce du modèle de la seringue hypodermique
L'origine du modèle de la « seringue hypodermique » serait le livre de Harold Lasswell publié en 1927, Propaganda Technique in the World War, bien que les termes « hypodermic needle » et « magic bullet » n'y figurent pas (il cite seulement l'écrivain George William Curtis, « Thoughts are Bullets »).
Dans les années 2010, l'utilisation de l'analyse des mégadonnées  pour identifier les préférences des utilisateurs et leur envoyer des messages sur mesure donne une nouvelle actualité au modèle de la seringue hypodermique. Les bases de données massives permettant la personnalisation des messages, et donnent à croire à un lien direct et sans délai entre les interlocuteurs. Pourtant, sur les réseaux, il ne s'agit pas d'un message unique injecté dans les médias de masse, mais de messages différents et individualisés, coordonnés par des algorithmes puissants. Ainsi, une étude de 2016 montre que sur le réseau Twitter, 80 à 90 % des citations aux médias de masse traditionnels proviennent directement des abonnés, sans médiation. D'autres modèles de flux par étapes l'expliquent adéquatement,,.

## Voir également